# 三太夫 (行司)
三太夫（さんだゆう）は、大相撲における行司の名跡である式守与太夫・式守勘太夫・式守錦太夫の総称である。
元は伊勢ノ海部屋の名跡で、明治30年代までは伊勢ノ海部屋、もしくはその分家の部屋の行司のみが襲名していた。

## 概要
最高位の立行司たる木村庄之助や式守伊之助に準ずる由緒ある名跡であり、明文化された規則はないが幕内格以上が襲名する。
特に大正後期に5代式守与太夫・3代式守勘太夫・3代式守錦太夫の3名が三役格行司に在位した時代は 「名行司三太夫」 と呼ばれた。
現在行司で「～太夫」の形の名跡が襲名されるのは式守家のこの3名跡のみである。かつては木村家でも「～太夫」の形の行司名として大坂相撲の木村錦太夫（後の22代木村庄之助）や、宝暦の頃の木村茂太夫、木村庄太夫が存在したが、現在では木村家では「～太夫」の形の名跡は襲名されていない。また木村家・式守家以外の現在消滅した行司家も含めると、歴史上森久太夫、尺子藤太夫が確認されている。現在でもこれら式守家の三太夫も名跡は式守家の別の名前から改名して襲名することがほとんどであるが、木村吉之輔→11代式守錦太夫（後の40代式守伊之助）や木村和一郎→11代式守勘太夫（後の38代木村庄之助）のように、木村家から襲名した例もある。

## 式守与太夫（しきもり よだゆう）
2009年1月場所、8代式守錦之助が幕内格に昇進し12代与太夫を襲名。与太夫の名乗りは式守伊之助への出世名であり、2代から7代までの与太夫と11代与太夫が伊之助（36代）昇進直前に与太夫を名乗っている。主に時津風一門・立浪一門の部屋に所属する行司が名乗る。かつては錦太夫を名乗ったのち、与太夫を名乗る（3代、4代、6代、7代、9代が前名錦太夫）時期があったが、現在では錦太夫を経ず与太夫を襲名する。10代目が一時、与太夫から「與太夫」を名乗ったことがある。また11代与太夫は三役格在位4場所という史上最短で立行司に昇進した。12代与太夫が本人の希望で名跡を返上したため、現在は空き名跡となっている。

### 一覧
- 初代与太夫
- 2代与太夫
- 3代与太夫
- 4代与太夫
- 5代与太夫
- 6代与太夫
- 7代与太夫
- 8代与太夫
- 9代与太夫
- 10代与太夫
- 11代与太夫
- 12代与太夫

## 式守勘太夫（しきもり かんだゆう）
時津風一門または立浪一門 （元々は立浪・伊勢ヶ濱連合） の部屋に所属する行司が名乗る。2代目から（10代目除く）は式守與之吉（与之吉）から勘太夫を襲名している。2007年1月限りで旧・伊勢ヶ濱部屋が消滅したため、今後の動向が注目される名跡でもある。
2008年5月場所で10代勘太夫が38代式守伊之助（36代木村庄之助）を襲名して以来、しばらく空き名跡となっていたが、2012年1月場所より高田川部屋（高砂一門～無派閥～二所ノ関一門）所属の当時幕内格行司木村和一郎が、與之吉を経ず11代勘太夫を襲名。2013年5月場所より三役格昇進、2019年1月場所より41代式守伊之助を襲名した。同年5月場所より10代式守与之吉（上述12代与太夫）が12代勘太夫を襲名。
2代勘太夫より、譲り団扇が伝わる。

### 一覧
- 初代勘太夫
- 2代勘太夫
- 3代勘太夫
- 4代勘太夫
- 5代勘太夫
- 6代勘太夫
- 7代勘太夫
- 8代勘太夫
- 9代勘太夫
- 10代勘太夫
- 11代勘太夫
- 12代勘太夫

## 式守錦太夫（しきもり きんだゆう）
2024年1月現在12代目。
主に二所ノ関一門・出羽海一門に所属する行司が名乗る。
過去には初代～4代の歴代錦太夫と7代錦太夫が与太夫を襲名するという流れが見られたが、現在では錦太夫のまま通す。なお、9代目以降は式守錦太夫の譲り団扇（「中道実相」と記された黒漆塗りの軍配）が伝わっている。
11代錦太夫は2011年11月場所より三役格行司、2013年11月場所より40代式守伊之助を襲名した。2014年1月場所より9代の弟子である4代式守慎之助が幕内格に昇進し12代目を襲名。

### 一覧
- 初代錦太夫
- 2代錦太夫
- 3代錦太夫
- 4代錦太夫
- 5代錦太夫
- 6代錦太夫
- 7代錦太夫
- 8代錦太夫
- 9代錦太夫
- 10代錦太夫
- 11代錦太夫
- 12代錦太夫